# Fidel Nadal
Fidel Ernesto Nadal (ur. 4 października 1965 w Buenos Aires) – afroargentyński muzyk reggae. W październiku 2009 został umieszczony na okładce numeru 139 magazynu „Rolling Stone”. Było to wydanie poświęcone muzyce reggae.
Jego utwór "International Love" znalazł się w soundtracku gry FIFA 10.